# Werner Buttler (Schauspieler)
Werner Buttler (* 1922; † 1984) war ein deutscher Schauspieler.

## Leben
Werner Buttler war ein Nebendarsteller von kräftiger Statur, der in den 1950er und frühen 1960er Jahren in einigen markanten Nebenrollen häufig als Bösewicht zu sehen war. Zwischen 1952 und 1961 trat er in 14 Kinofilmen auf. Zunächst spielte er bei der DEFA, ab 1958 dann in westdeutschen Produktionen. Von seinen Filmrollen dürften v. a. seine kurzen, aber einprägsamen Auftritte in Das Totenschiff (1959), Die 1000 Augen des Dr. Mabuse (1960) und Die seltsame Gräfin (1961) sowie die Stahlnetz-Folgen Treffpunkt Bahnhof Zoo (1959) und Saison (1961) in Erinnerung geblieben sein.
Über seine letzten Lebensjahre liegen keine Informationen vor. Werner Buttler starb 1984.

## Filmografie (Auswahl)
- 1952: Schatten über den Inseln
- 1953: Das kleine und das große Glück
- 1955: Der Ochse von Kulm
- 1958: Majestät auf Abwegen
- 1958: Gestehen Sie, Dr. Corda!
- 1959: Das Totenschiff
- 1959: Abschied von den Wolken
- 1959: Stahlnetz: Treffpunkt Bahnhof Zoo
- 1960: Herrin der Welt
- 1960: Die 1000 Augen des Dr. Mabuse
- 1961: Die seltsame Gräfin
- 1961: Stahlnetz: Saison
- 1961: Immer Ärger mit dem Bett
- 1961: Via Mala
- 1961: Eins, zwei, drei (One, Two, Three)
- 1962: Stahlnetz: Spur 211